# Enicospilus galilea
Enicospilus galilea là một loài tò vò trong họ Ichneumonidae.